# District de Bangalore Urbain
Le district de Bangalore urbain (hindi : ಬೆಂಗಳೂರು ನಗರ ಜಿಲ್ಲೆ, hindi : बंगलोर जिला) est un district  de l'état du Karnataka, en Inde.

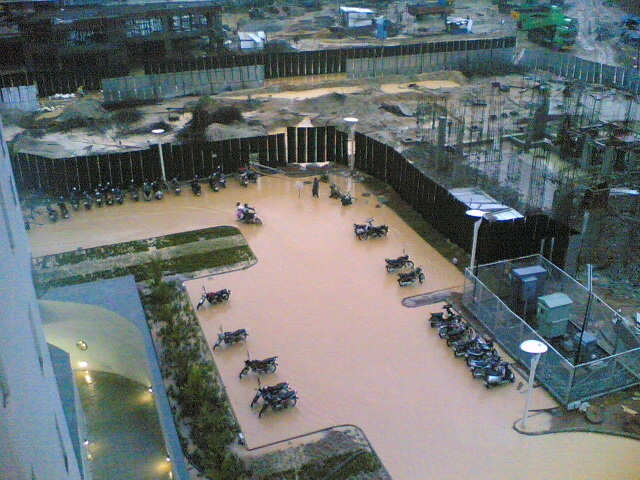
Mousson à Bangalore.

## Géographie
Au recensement de 2011, sa population était de 9 621 551 habitants pour une superficie de 2 196 km2.
Son chef-lieu est la ville de Bangalore. Le district accueille la Base aérienne de Yelahanka.